# Cornoció
Cornoció es una localidad del municipio de Escalante (Cantabria, España). En el año 2008 contaba con una población de 6 habitantes (INE). La localidad se encuentra a 14 metros de altitud sobre el nivel del mar, y a 2,5 kilómetros de la capital municipal, Escalante.
- Datos: Q5788649